# Alain Baudin
Alain Baudin, né le 3 juillet 1950 à Longré (Charente), est un homme politique français. Il est classé divers gauche après avoir été exclu du Parti socialiste le 29 janvier 2008. Il est maire de Niort de janvier 2003 à mars 2008.

## Biographie
Après des études secondaires à Niort et des études supérieures de comptabilité et gestion des entreprises, Alain Baudin devient en 1974 conseiller en formation au sein d'un organisme niortais, l'Association de formation et de développement de l’éducation permanente (Asfodep). Il complète son cursus avec un diplôme dans le domaine des sciences de l'éducation. En 1991, il devient le directeur de l'Asfodep.
Membre du PS de 1975 à 2008, il est élu conseiller municipal de Niort en 1989. Délégué à la formation professionnelle et à l'emploi, il assure la présidence déléguée de la Mission locale d'insertion du Pays niortais.
Réélu en 1995, il devient adjoint au maire, chargé de la politique de la Ville, de la coopération intercommunale ainsi que de l’insertion socio-professionnelle. Réélu en 2001, deuxième adjoint au maire, il est chargé de la vie associative et des sports, et porte-parole de l'exécutif municipal.
En décembre 2002, la démission de Bernard Bellec l'amène à briguer sa succession ; il est élu maire de Niort le 8 janvier 2003.
Durant son mandat, des grands travaux décidés sous son prédécesseur sont poursuivis, comme le réaménagement de la place de la Brèche et la conception d'un pôle sportif d'envergure.
Candidat à l'investiture du PS pour les élections municipales de mars 2008, il est écarté par les militants qui lui préfèrent Geneviève Gaillard dans un vote organisé le 29 septembre 2007. Néanmoins, mettant en avant « son bilan » et « sa connaissance des dossiers niortais », il maintient sa candidature à la mairie, rompant ainsi volontairement avec son parti.
Lors des élections municipales de Niort en mars 2008, il est battu en obtenant 27,28 % des suffrages contre sa rivale Geneviève Gaillard qui l'emporte avec 50,91 % des voix.
En 2014, il prône une liste de rassemblement et soutient Jérome Baloge qui est élu au premier tour avec 54.32 % des voix face à la députée maire sortante qui n'obtient que 20,35 %. Adjoint au maire chargé des sports dans la nouvelle municipalité, il est aussi vice-président de la communauté d'agglomération du Niortais (politique de la ville, sports), et président de la mission locale sud Deux-Sèvres dont il a été le fondateur. Il ne se représente pas en 2020.

## Mandats
- Conseiller municipal de Niort (1989-2020)
- Adjoint au maire de Niort (1995-janvier 2003 et 2014-2020)
- Maire de Niort (janvier 2003-mars 2008)
- Conseiller régional de Poitou-Charentes (mars 2004-mars 2010)
- Vice-président de la Communauté d'agglomération du Niortais